# Турунтаево (Томская область)
Турунта́ево — село в Томском районе Томской области, административный центр Турунтаевского сельского поселения.

## География и климат
Село расположено на реке Ташма (приток Яи), в 60 километрах от Томска, на автодороге Томск — Мариинск.
Турунтаево находится на высоте 139 м над уровнем моря. По классификации Кёппена — влажный континентальный климат (индекс Dfb) с тёплым летом и равномерным увлажнением в течение года. Климатическое лето продолжается с середины июня до середины августа. По классификации Алисова — внутриконтинентальный климат умеренных широт.
| Показатель                    | Янв.  | Фев.  | Март  | Апр. | Май  | Июнь | Июль | Авг. | Сен. | Окт. | Нояб. | Дек.  | Год  |
| ----------------------------- | ----- | ----- | ----- | ---- | ---- | ---- | ---- | ---- | ---- | ---- | ----- | ----- | ---- |
| Средний суточный максимум, °C | −13,5 | −11,3 | −2,4  | 6,5  | 15,6 | 22,2 | 24,9 | 15,9 | 14,9 | 4,4  | −5,6  | −11,5 | 5,6  |
| Средняя температура, °C       | −17,7 | −16,4 | −8    | 1,2  | 9,5  | 16,0 | 19,0 | 15,9 | 9,8  | 0,9  | −9,4  | −15,7 | 0,4  |
| Средний суточный минимум, °C  | −21,8 | −21,4 | −13,5 | −4,1 | 3,4  | 9,9  | 13,2 | 10,5 | 4,8  | −2,6 | −13,1 | −19,8 | −3,8 |
| Норма осадков, мм             | 30    | 20    | 23    | 33   | 50   | 65   | 69   | 73   | 50   | 56   | 48    | 35    | 552  |
| Источник: Климат Турунтаево   |       |       |       |      |      |      |      |      |      |      |       |       |      |

## История
Село Турунтаево было основано в 1680 году пешим казаком Афанасием Турунтаевым, который осваивал в окрестностях Томска земли для поставок в областной центр продовольствия, за что получал жалованье, согласно Расходной книге Томского города 1629 г.
В начале XIX века это было небольшое село с одной-единственной улицей, местные жители которого занимались хлебопашеством, охотой, рыболовством, кузнечным, сапожным и портным делом.

## Происхождение названия
Село основано в 1680 году казаком Турунтаевым, от фамилии которого и получило своё название.
Согласно историческим фактам, предки Турунтаевых прибыли на Русь из Золотой Орды и в разное время находились на государственной службе. В источниках упоминаются и казаки, и татары Турунтаевы. Это связано с тем, что служилые люди из татар на Руси именовались казаками. Фамилия Турунтаев ведет свое начало от прозвища Турунтай. Прозвище Турунтай было образовано сложением слов «турун» и «тай». «Турун» употребляется в татарском языке в значении «внук», «тай» является составной частью прозвища человека мужского пола – приверженца мусульманской религии. Таким образом, согласно всему вышеизложенному, можно сделать вывод, что прозвище Турунтай получил предок – «внук мусульманина».

## Современное состояние
Улицы: Гагарина, Заречная, Зелёная, Комсомольская, Мира, Новая, Октябрьская, Пушкина, Радищева, Советская, Тихая, Школьная.
Инфраструктура:
- школа;
- отделение связи;
- участковая больница;
- животноводческое предприятие СПК «Победа»;
- православная церковь.

## Население
| 2002  | 2008  | 2009  | 2010  | 2011  | 2012 | 2013  |
| ----- | ----- | ----- | ----- | ----- | ---- | ----- |
| 1224  | ↘1165 | ↘1160 | ↘1007 | ↗1012 | ↘994 | ↗1028 |
| 2014  | 2015  | 2021  |       |       |      |       |
| ↗1054 | ↘1025 | ↘945  |       |       |      |       |